# FSMP
FSMP (Food for Special Medical Purpose) - żywność specjalnego medycznego przeznaczenia; zgodnie z polskim prawem: "dietetyczne środki spożywcze specjalnego medycznego przeznaczenia".

## Grupa docelowa
Dietetyczne środki specjalnego medycznego przeznaczenia (FSMP) mają zaspokajać specyficzne potrzeby żywieniowe określonych grup chorych.
Przy czym, nie należy FSMP mylić z żywnością zaliczaną do kategorii "Suplementy diety".
Żywność FSMP, z reguły, może być wykorzystywana jako jedyne źródło pożywienia dla ludzi zdrowych jak i chorych. Jakkolwiek skład żywności FSMP został tak dobrany, aby największe korzyści odnosili chorzy, dla których ta żywność jest przeznaczona.

## Oznakowanie
Obowiązkiem producenta FSMP jest zdefiniowanie grupy pacjentów, którym ta żywność przyniesie korzyści. Dlatego też prawo polskie, jak i Unii Europejskiej, wymaga zamieszczenia na opakowaniu następującej formuły: "Dietetyczny środek spożywczy specjalnego przeznaczenia medycznego dla...".
Prawo polskie, jak i Unii Europejskiej, nie definiuje jednak, jakie wymagania musi spełnić FSMP, aby producent mógł przeznaczyć je dla określonej grupy chorych. Tym niemniej producent jest zobligowany do przestrzegania praw polskich i Unii Europejskiej związanych z "oświadczeniami żywieniowymi" i "oświadczeniami zdrowotnymi". 
Na opakowaniu FSMP musi znajdować się informacja: "należy spożywać pod nadzorem lekarza". Mimo tego ostrzeżenia FSMP mogą być sprzedawane również poza apteką; oczywiście bez przepisu lekarza.

## Przykłady FSMP
- Pulmocare - dieta ograniczająca produkcję dwutlenku węgla. Największe korzyści mają odnosić pacjenci z niewydolnością oddechową (POChP).
- Oxepa - dieta z wysoką zawartością kwasu eikozapentaenowego oraz GLA. Badania kliniczne wykazały, że stosowanie jej zmniejsza śmiertelność u pacjentów z sepsą.
- Jevity - dieta z fruktooligosacharydami, która ma zapobiegać kolonizacji jelita grubego przez Clostridium difficile u chorych w czasie antybiotykoterapii.

## Uwarunkowania prawne
- Ustawa o bezpieczeństwie żywności (Dz.U. 2006 nr 171 poz. 1225) wraz ze zmianami Dz.U. 2010 nr 21 poz. 105
- Rozporządzenie Ministra Zdrowia Dz.U. 2007 nr 209 poz. 1518 oraz zmiany: Dz.U. 2008 nr 208 poz. 1313;  Dz.U. 2010 nr 16 poz. 89